# Aleksandr Radiščev
Aleksandr Nikolajevič Radiščev (rus. Алекса́ндр Никола́евич Ради́щев), Gornje Abljazovo (danas Radiščevo), Saratovska gubernija, Rusko Carstvo, 20. kolovoza (31. kolovoza) 1749. - Sankt Peterburg, 12. rujna (24. rujna) 1802.; ruski pisac, filozof, pjesnik, rukovoditelj peterburške carine, član Komisije za izradu zakona pri Aleksandru I.
Postao je najpoznatiji zahvaljujući svojem osnovnom djelu Putovanje od Petrograda do Moskve, koje je izdao anonimno 1790.